# Michael McMahon (Politiker, 1957)

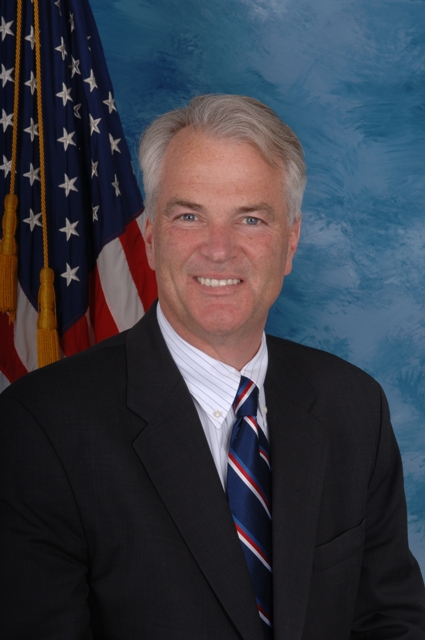
Michael McMahon

Michael E. „Mike“ McMahon (* 12. September 1957 auf Staten Island, New York) ist ein US-amerikanischer Jurist und Politiker der Demokratischen Partei. Er war von 2009 bis 2011 Mitglied des Repräsentantenhauses der Vereinigten Staaten für den Bundesstaat New York.

## Biografie
McMahon wurde auf Staten Island geboren. Er hat irische und deutsche Vorfahren. An der New York University und der New York Law School machte er seinen Abschluss. Er war daraufhin für die Mitglieder der State Assembly Eric Nicholas Vitaliano und Elizabeth Connelly tätig. Vor seiner Wahl in die New Yorker Stadtverordnetenversammlung (City Council) 2001 war er als Rechtsanwalt tätig. Im City Council war er bis 2008 Mitglied.
2009 wurde er für den 13. Kongresswahlbezirk New Yorks als Nachfolger von Vito Fossella ins US-Repräsentantenhaus gewählt. Der Bezirk umfasst Staten Island und Teile von Brooklyn. Im Repräsentantenhaus war er Mitglied im Committee on Foreign Affairs und im Committee on Transportation and Infrastructure. Bei den Wahlen 2010 konnte er seinen Sitz nicht verteidigen. Diesen nahm ab Januar 2011 der Republikaner Michael Grimm ein. McMahon wurde im Januar Bezirksstaatsanwalt des Richmond County, das deckungsgleich mit dem Borough Staten Island ist. Dieser Posten war vakant geworden, nachdem der republikanische Amtsinhaber Dan Donovan als Nachfolger des zurückgetretenen Michael Grimm die Wahl um McMahons ehemaliges Mandat im Kongress gewonnen hatte.
Er ist verheiratet mit Judith Novellino McMahon und lebt auf Staten Island. McMahon ist Römisch-Katholischen Glaubens. Seit 1981 ist er Mitglied des Corps Saxo-Borussia Heidelberg.